# Fernsehturm Rameswaram
Der Fernsehturm Rameswaram ist das höchste Bauwerk Indiens. Er ist eine 323 Meter hohe Stahlbetonkonstruktion in der südindischen Stadt Rameswaram. Der sich verjüngende Betonschaft verfügt über keinen Turmkorb, dafür befinden sich fünf knapp auskragende Betonringe am Schaft. Die Spitze wird von einer Gittermast-Konstruktion abgeschlossen.
Er wurde 1995 fertiggestellt und wird vom indischen öffentlich-rechtlichen Rundfunksender Doordarshan genutzt.